# Georges Treffel
Georges Treffel né le 15 janvier 1873 à Vazerac dans le Tarn-et-Garonne et mort pour la France à Warvillers dans le département de la Somme, le 3 novembre 1914, est un professeur agrégé d'histoire et de géographie français du XXe siècle. Son nom est inscrit au Panthéon parmi les 560 écrivains morts au champ d'honneur pendant la Première Guerre mondiale.

## Biographie
Jean François Georges Treffel, né le 15 janvier 1873 à Vazerac, est le fils de François Antoine Treffel (1841-1902), instituteur puis inspecteur de l'enseignement primaire et de Jeanne Soulié (1846-), institutrice.
Il va au collège de Bergerac et poursuit ses études à Auch et au lycée de Toulouse où il obtient son baccalauréat ainsi que le 2e prix d'histoire et 1er accessit de version grecque au Concours général en 1892. Il vient ensuite à Paris au lycée Henri IV pour préparer le concours de l'École normale supérieure, où il est admis en 1893,. Il est classé premier du concours à l'agrégation d'histoire et de géographie en 1896 avec les félicitations du jury,.
Il fait son service militaire au 138e régiment d'infanterie de novembre 1896 à septembre 1897. Passé dans la réserve, il est nommé caporal, sergent en 1901 puis sous-lieutenant en 1904.
Pendant l'affaire Dreyfus, il signe la pétition des intellectuels dans le journal L'Aurore parue le 14 janvier 1898, le lendemain de l'article J'accuse d'Émile Zola, demandant la révision du procès.
Admis à la fondation Thiers en 1897, il y passe deux années et se détourne de la carrière universitaire pour entrer à la rédaction du Nouveau Larousse. Il collabore aux différentes publications Larousse, écrivant des articles pour Le Petit Larousse, le Larousse pour tous et devient en 1907 secrétaire de rédaction du nouveau périodique Larousse mensuel illustré. En 1915, parait l'Atlas départemental Larousse dont il a écrit seul les textes qui décrivent toutes les régions de la France,,.
Lorsque la Première Guerre mondiale éclate, il est mobilisé le 3 août 1914 comme lieutenant au 338e régiment d'infanterie, 
Blessé le 2 novembre dans un combat livré près du Quesnoy-en-Santerre, il meurt à l'ambulance de Warvillers le 3 novembre 1914,, et inhumé au cimetière du village,.
La citation qui accompagne sa décoration dans l'ordre de la croix de guerre en précise les circonstances : « officier énergique et brave. Tombé glorieusement pour la France à son poste de combat de Vrély le 3 novembre 1914. Croix de guerre avec étoile de bronze ».

## Distinctions
- Croix de guerre 1914–1918, étoile de bronze, arrêté du 24 janvier 1923[14]

## Hommages
- Le nom de Georges Treffel est inscrit au Panthéon dans la liste des 560 écrivains morts pour la France pendant la guerre de 1914-1918[15].
- Son nom figure sur le livre d'or du lycée Pierre de Fermat à Toulouse, sur les plaques commémoratives du lycée Henri IV et de l'École normale supérieure à Paris et sur le monument aux morts de Vazerac[16].

## Œuvres principales
- Atlas départemental Larousse, 1914